# Jean-Baptiste Marchand
Jean-Baptiste Marchand (Thoissey, 22 de noviembre de 1863 – París, 13 de enero de 1934), fue un militar y explorador francés recordado por haber comandado la Misión Congo-Nilo (1896-1899), que trataba de establecer un nuevo protectorado francés en el curso alto del río Nilo y que provocó en 1898 un conflicto internacional con los británicos, conocido como incidente de Fachoda, que acabó con la retirada francesa.

## Biografía
Jean-Baptiste Marchand nació el 22 de noviembre de 1863 en Thoissey, en el departamento de Ain, hijo de Georges Marchand (carpintero, nacido en 1834) y de Marie Duplessy (nacida en 1843).
Puesto que su padre era demasiado modesto para ofrecerle largos estudios, ingresó a los 13 años en la escribanía de un notario. Se alistó en Toulon en septiembre de 1883 como soldado raso voluntario en el 4.º Regimiento de Infantería de Marina. Se incorporó a la Escuela de Infantería Militar de Saint-Maixent en abril de 1886. Se graduó de teniente en diciembre de 1887, con tan sólo 24 años y, después de seis meses en el Primer Regimiento de Infantería de Marina, se convirtió en oficial de los tiradores senegaleses e hizo por ello la mayor parte de su carrera en ultramar, principalmente en África (Senegal, Sudán Francés, Alto Ubangi, etcétera).
Teniente en enero de 1890, participó en las operaciones de la conquista del Sudán francés al mando del coronel Louis Archinard (toma de Segou y de Conakri) contra el sultán Ahmadou. Fue promovido a capitán en diciembre de 1892, con tan solo 29 años.

### Misión Congo-Nilo

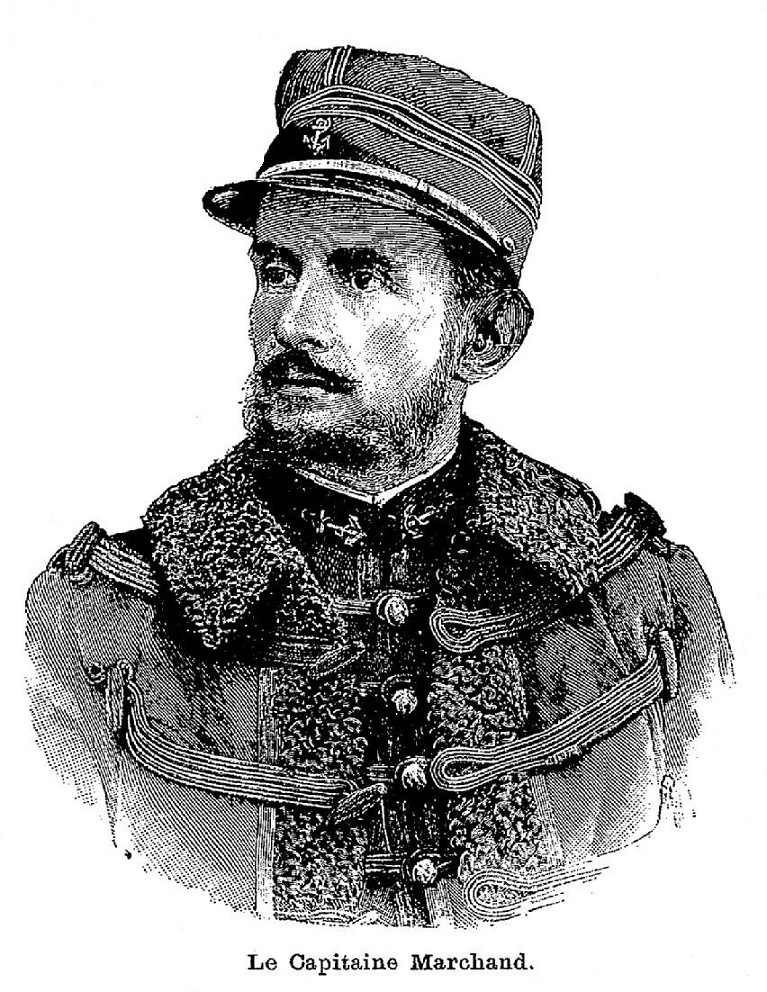
El capitán Marchand (dibujo de 1898)

El 22 de junio de 1896 se le dio el mando de una misión de exploración llamada «Misión Congo-Nilo». En el contexto de la rivalidad colonial franco-británica en África, el papel de esta Misión Marchand era primordial. Se trataba, al acercarse a las fuentes del Nilo desde los territorios de África Occidental bajo control francés, de desafiar la hegemonía británica en el gran río y de implantar en el sur de Egipto un nuevo protectorado francés. Marchand debía crear un eje francés este-oeste, de Dakar a Djibouti, que comunicara el Atlántico con el mar Rojo y rompiera el eje meridiano inglés de El Cairo a El Cabo.
Para esta expedición tan peligrosa desde consideraciones sanitarias, militares, logísticas y políticas, Marchand no escatimó detalles. Demostrando gran autoridad y el máximo cuidado en la preparación, se rodeó de experimentados oficiales, entre ellos un teniente (después capitán) Charles Mangin, el futuro general Mangin de la Gran Guerra. La expedición incorporaba 150 tiradores senegaleses, empleados como soldados, porteadores y sirvientes de los oficiales franceses.
En 1896, Marchand, al frente de una gran tropa, se puso en marcha progresando Nilo arriba y reprimiendo varias rebeliones antifrancesas. El 10 de julio de 1898, la columna alcanzó Fachoda e inmediatamente fortaleció las defensas del lugar. Las cosas se complicaron el 19 de septiembre con la llegada de las fuerzas de Lord Kitchener, unos 20.000 oficiales y soldados angloegipcios. Acababa de obtener la victoria en la batalla de Omdurman y no contaba con ver desafiado el control británico del Nilo, desde su delta a sus fuentes. Después de algunas negociaciones, los británicos establecieron un bloqueo alrededor de Fashoda y la crisis, entonces de nivel local, rápidamente se convirtió en un conflicto internacional. Las relaciones entre Francia y el Reino Unido estaban en un punto que generaba preocupación, y era posible una guerra. Marchand, nombrado comandante del batallón en octubre de 1898, tenía muchos problemas para comunicarse con París. En enero de 1899, finalmente las dos potencias coloniales llegaron a un acuerdo. La Misión Congo-Nilo evacuó Fashoda en orden. Cumplió su propósito, pero no podía resistir indefinidamente a un ejército británico mucho más potente. Para evitar la humillación nacional, el gobierno pretextó un mal estado de salud de la tropa de Marchand, y también él mismo estaba ulcerado.
A pesar de esta retirada, Marchand se convirtió en uno de los mayores héroes populares franceses. A su vuelta a Francia, recibió numerosos homenajes y fue objeto de una acogida entusiasta en el Círculo Militar de París. Fue nombrado oficial de la Legión de Honor y fue recibido y agasajado por Menelick II, emperador de Abisinia.
En julio de 1899, el comandante Marchand fue asignado al 4.º Regimiento de Infantería de Marina. Gozaba de una popularidad nacional, que parecía prometer el mejor futuro militar. En enero de 1900 fue ascendido a teniente coronel, después de sólo quince meses en el rango de comandante de batallón. El siguiente septiembre, se fue a China, con la fuerza expedicionaria francesa responsable de una fuerza internacional para oponerse al levantamiento de los bóxers. Sirvió allí hasta abril de 1902. 
De regreso en Francia, fue nombrado coronel en octubre de 1902 y se le encomendó el 8.º Regimiento de Infantería Colonial. En mayo de 1904, presentó su dimisión del ejército francés en particular tras el caso de los tapones. Estaba entonces al mando del 4.º Regimiento de Infantería colonial.

### Salida del ejército
Su carrera civil fue mucho menos brillante que su carrera colonial. Entró en el periodismo y trató de hacer política, pero sin mucho éxito. En esta época se casó con Raymonde de Serre de Saint-Roman y se instaló en Saint-Roman-de-Codières, en el Gard, donde fue elegido en 1913 como consejero general del cantón de Sumène. Permaneció allí hasta 1925.

### Primera Guerra Mundial

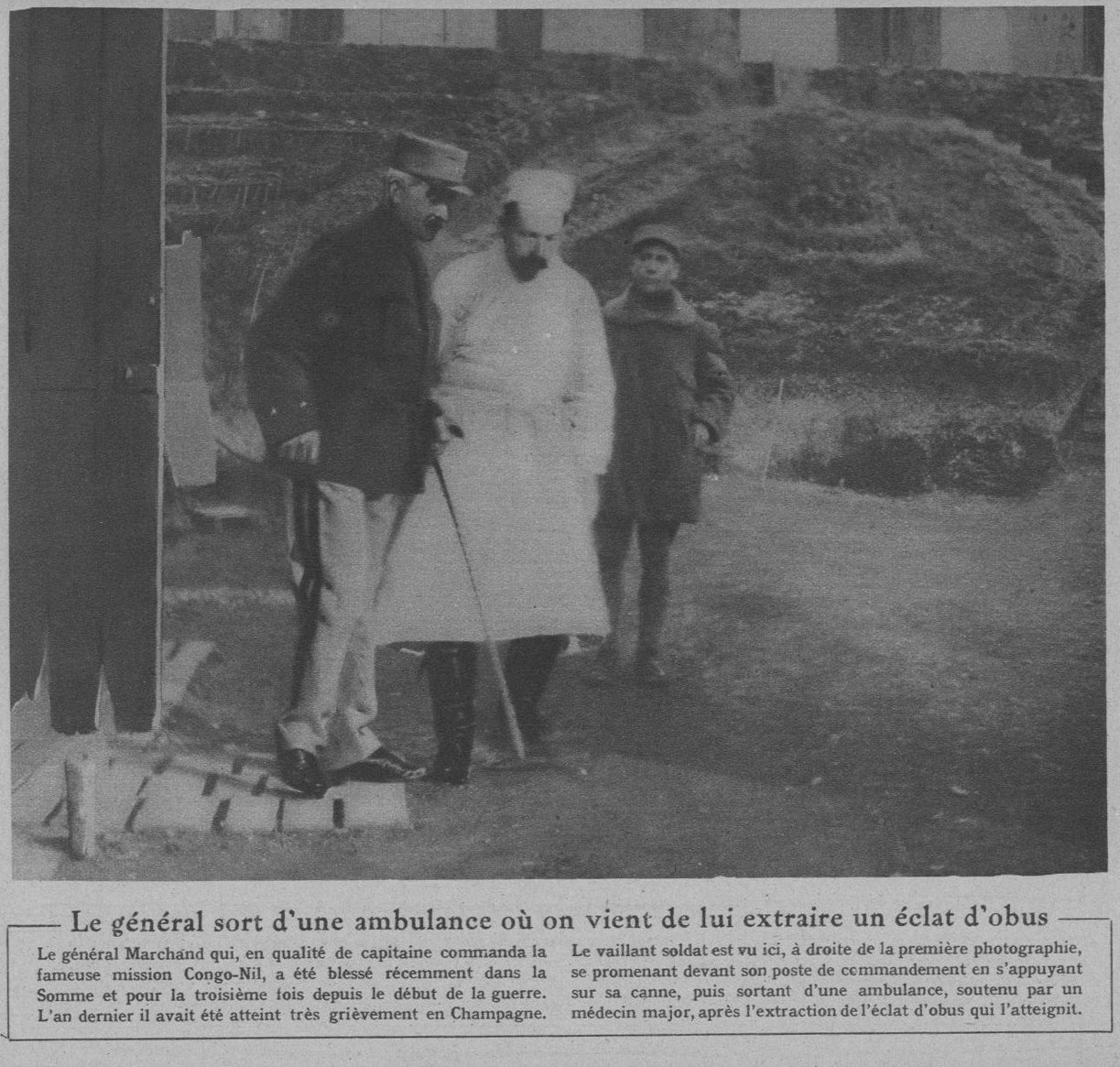
Convaleciente en el frente, sale de su cuartel general

Marchand retomó el uniforme con el estallido de la Gran Guerra. En agosto de 1914, como coronel de la reserva, fue nombrado adjunto al Gobernador General de Belfort. En septiembre tomó el mando de la segunda brigada colonial. Fue herido en octubre por un cascote de obús que le rompió la tibia, y regresó al frente un mes más tarde, no curado del todo. En febrero de 1915 fue ascendido a general de brigada, y se convirtió en comandante interino de la 10.º división de infantería colonial en mayo de 1915. A pesar de algunos paréntesis, conservó ese puesto hasta el final de la guerra. En septiembre de 1915, mientras sus tropas estaban inmersas en la Segunda Batalla de Champagne, fue herido gravemente en el estómago por una bala de ametralladora. Se recuperó y, después de un período de convalecencia, recobró el mando de su división.
Fue herido de nuevo en octubre de 1916 en el Somme por la metralla de un obús, pero se negó a ser evacuado y conservó su mando. En abril de 1917 fue nombrado general de división en el marco de oficiales de la reserva. Estuvo más tarde con su división en el chemin des Dames, antes de Verdún (sector de Douaumont), en el saliente de St. Mihiel (invierno y primavera de 1918) y luego frente al Château-Thierry a finales de mayo, donde impidió a los alemanes el pasaje del Marne. Luchó en esta posición hasta el junio de 1918, y regresó después de la guerra, en junio de 1925, para asistir a la inauguración del nuevo puente sobre el Marne (que él mismo había ordenado destruir con anterioridad).
Jean-Baptiste Marchand dejó finalmente el ejército en abril de 1919. Murió en París el 13 de enero de 1934 y fue enterrado en Thoissey el 13 de abril de 1935.

## Honores

### Decoraciones
- Legión de Honor: Caballero en 1892, Oficial en 1898, Comandante en 1913.
- Orden de la Estrella Negra de Dahomey: Oficial en 1895.
- Medalla Colonial: Grapas Congo, Sudán y (en oro) «De l’Atlantique à la Mer rouge».
- Orden del Sello de Salomón (Etiopía): Comandante en 1899.
- Orden de Santa Ana (Rusia): 2.ª clase en 1913.
- Oficial de la Instrucción pública.

### Otros reconocimientos
Tenía en vida, ya desde 1901, una calle dedicada a su memoria (rue du Commandant-Marchand, XVI Distrito de París).
El 2 de octubre de 1915 fue hecho Gran Oficial de la Legión de Honor y el 25 de febrero de 1921 fue elevado a la dignidad de la Gran Cruz de la Legión de Honor teniendo como padrino al general Mangin.
Un monumento al comandante Marchand fue erigido en el bois de Vincennes, cerca de la Puerta Dorada (XII Distrito de París), frente al Palacio de la Puerta Dorada. La estatua del comandante ya no existe, pues fue volada por activistas anticolonialistas en los años 1960.